# Monogenea
Classe
Les Monogènes (Monogenea) sont une classe de vers plats parasites.
Les monogènes sont des ectoparasites d'organismes aquatiques (principalement de poissons, chez lesquels ils vivent sur les branchies et les nageoires, et parfois la cavité buccale), avec quelques exceptions notables : on en trouve dans la vessie urinaire de certains amphibiens (Polystomatidae), et une espèce (Oculotrema hippopotami) vit sur l'œil des hippopotames.
Leur taille est comprise entre 0,5 et 6 mm, bien que certaines espèces atteignent 30 mm. On estime le nombre d'espèces de monogènes à 25 000, soit environ autant que de Téléostéens qu'ils parasitent.

## Cycle de vie

### Cas général
Les monogènes sont caractérisés par leur cycle de vie direct (œuf, larve, adulte) à un hôte unique. Certains genres, comme Gyrodactylus, s'écartent de cette tendance.
L'adulte émet des œufs qui vont se fixer sur les branchies de l'hôte, ou se disperser dans le milieu. Ces œufs éclosent assez rapidement (de l'ordre de quelques jours) pour donner des larves, ciliées, capables de chercher activement leurs hôtes. Une fois fixée (souvent à la base des branchies), la larve se métamorphose en adulte.
Les adultes tendent à se fixer sur l'extrémité des branchies, ce qui facilite l'expulsion des œufs.

### Cas particulier chezGyrodactylus

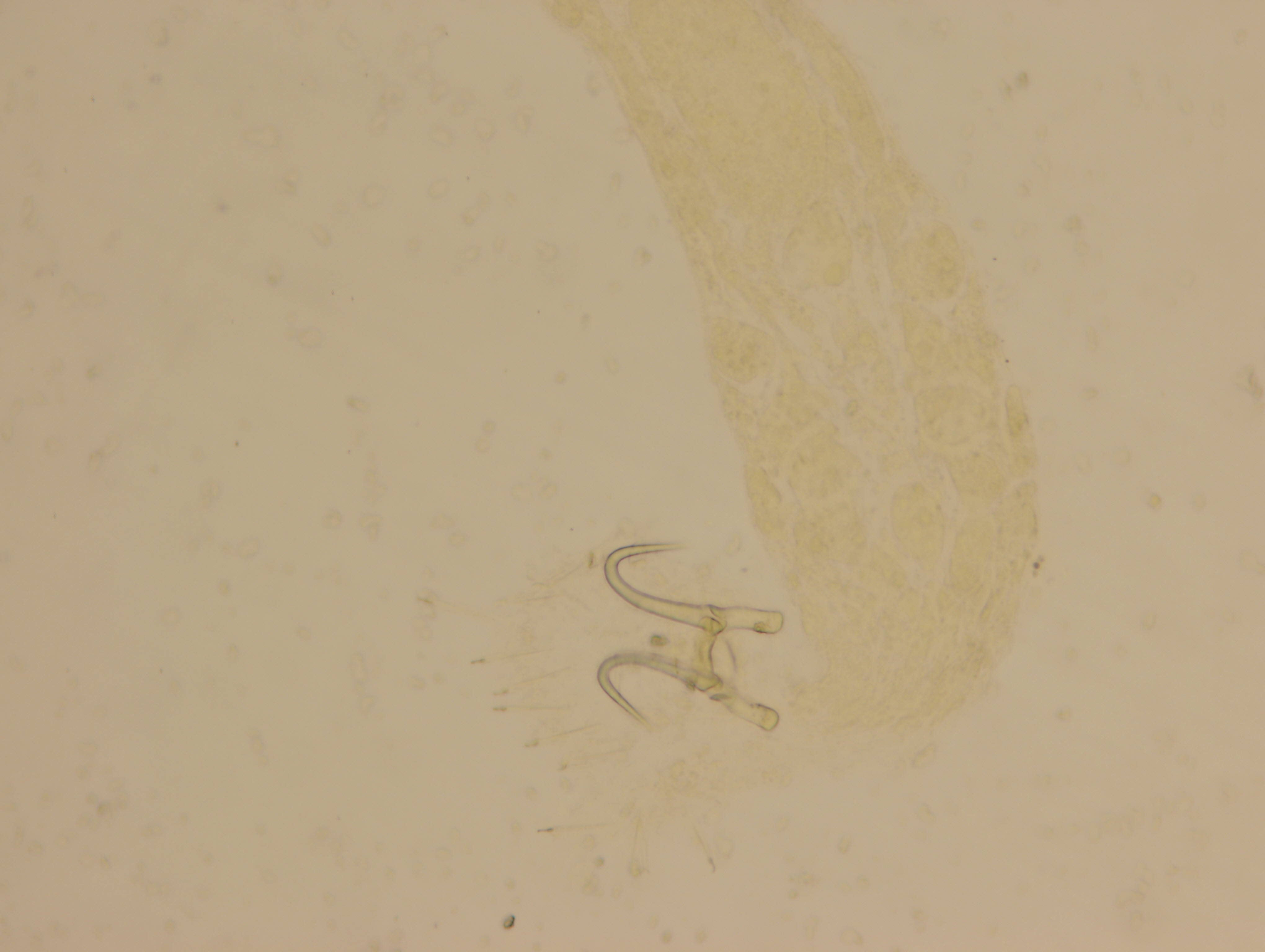
Gyrodactylus longoacuminatus, parasite du carassin argenté (Carassius gibelio). Les crochets du disque de fixation à l'extrémité de l'animal sont bien visibles.

Aussi surnommés « poupées russes tueuses », les Gyrodactylus sont vivipares et pratiquent la polyembryonie, où un individu unique peut porter plusieurs générations prêtes à être relâchées dans l'environnement,.

## Reproduction
Les monogènes sont majoritairement hermaphrodites, et incapables d'auto-fécondation dans la plupart des cas. La forme des organes copulateurs (notamment chez les monoopisthocotylés) est un marqueur de spéciation couramment utilisé.

### Appareils reproducteurs
L'appareil mâle comprend un testicule (compact ou folliculaire), quoique certaines espèces en présentent plusieurs. Le canal déférent débouche dans l'organe copulateur, souvent compliqué par des sclérifications. Les spermatozoïdes sont des longues cellules filiformes qui contiennent, selon les familles, un ou deux axonèmes parallèles.
L'appareil femelle se compose d'un unique ovaire. Les glandes vitellogènes sont très développées, à l'exception des quelques espèces vivipares. Le vagin, lorsqu'il existe, débouche sur l'une ou l'autre des faces du corps, voire sur le côté latéral. Certaines espèces présentent un vagin dédoublé.

### Œufs et larves
Les œufs sont produits isolément. Ils présentent généralement des filaments polaires, de longueur variable. Quelques rares espèces de monogènes attachent leurs œufs sur les branchies de l'hôte.

## Phylogénie
La classe des Monogenea (Carus 1863 Bychowsky 1937) se divise entre les deux sous-classes Monopisthocotylea (opistohapteur unique, généralement plus pathogènes, brouteurs) et les Polyopisthocotylea (opistohapeurs multiples, hématophages), selon la classification proposée par Guy Oliver
Bien que des synapomorphies existent pour les deux sous-classes, on n'en connaît aucune pour les Monogenea. De plus, les phylogénies moléculaires et morphologiques tendent à donner des résultats contradictoires, amenant quelques auteurs à remettre en question la monophylie des Monogènes.